# Espanya - Malta (21-12-1983)
El 21 de desembre de 1983, la selecció espanyola de futbol es jugava la classificació per al Campionat d'Europa de 1984 al darrer partit del seu grup, format per les seleccions de Malta, Irlanda, Països Baixos i Islàndia. Si la selecció espanyola aconseguia la victòria, tindria els mateixos punts que els Països Baixos, amb una diferència d'onze gols a favor per la selecció neerlandesa. L'única possibilitat de la selecció espanyola d'aconseguir la classificació era guanyar a la selecció de Malta per, almenys, onze gols de diferència. Es tracta d'un partit molt recordat pels aficionats espanyols, amb una importància històrica per a ells.
Espanya feia anys que no participava en competicions internacionals, ja que sempre era eliminada en les rondes de classificació. En la Copa del Món de 1982 hi va participar pel fet de ser la selecció amfitriona, però va ser eliminada en la segona fase. Això havia portat els aficionats espanyols a un gran desànim. La victòria per golejada davant Malta va calmar els ànims dels jugadors i dels seguidors que veien per fi que Espanya tenia un cert pes en el panorama internacional.
Des de llavors la classificació per als campionats d'Europa i les copes del món van ser la norma general. La victòria davant Malta va permetre la classificació per a la fase final del Campionat d'Europa de 1984, en què Espanya va assolir el subcampionat davant la selecció amfitriona: la França de Platini.
Aquell partit de classificació es va jugar el 21 de desembre de 1983 a Sevilla, amb una assistència de 25.000 espectadors a l'Estadi Benito Villamarín (estadi del Real Betis) i va ser arbitrat pel turc Erkan Göksel i retransmès a Espanya per TVE 1.

## Fitxa tècnica
| Espanya                                                                                        | 12 - 1    | Malta         |
| ---------------------------------------------------------------------------------------------- | --------- | ------------- |
| Santillana 16' 26' 29' 76' · Rincón 47' 57' 64' 78' · Maceda 62' 63' · Sarabia 80' · Señor 83' | (Detalls) | Demanuele 24' |

| Espanya | Malta |

| ESPANYA:       |    |               |                     |  |
|                |    |               |                     |  |
| PO             | 1  | Buyo          |                     |  |
| DF             | 2  | Señor         | 83'                 |  |
| DF             | 3  | Camacho       |                     |  |
| DF             | 4  | Maceda        | 62' 63'             |  |
| DF             | 5  | Goikoetxea    |                     |  |
| MG             | 6  | Gordillo      | Amonestat           |  |
| DV             | 7  | Carrasco      |                     |  |
| MG             | 8  | Víctor Muñoz  |                     |  |
| DV             | 9  | Santillana    | 16' 26' 29' 76'     |  |
| MG             | 10 | Manu Sarabia  | 80'                 |  |
| DV             | 11 | Poli Rincón   | 47' 57' 64' 78' 86' |  |
| Banqueta:      |    |               |                     |  |
| PO             | 13 | Zubizarreta   |                     |  |
| DF             | 12 | Salva         |                     |  |
| MG             | 14 | Tente Sánchez |                     |  |
| MG             | 15 | Güerri        |                     |  |
| DV             | 16 | Marcos Alonso | 86'                 |  |
| Seleccionador: |    |               |                     |  |
| Miguel Muñoz   |    |               |                     |  |

| MALTA:         |    |               |           |  |  |
|                |    |               |           |  |  |
| PO             | 1  | Bonello       | Amonestat |  |  |
| DF             | 2  | Farrugia      |           |  |  |
| DF             | 3  | Azzopardi     |           |  |  |
| DF             | 4  | Tortell       | Amonestat |  |  |
| DF             | 5  | Holland       |           |  |  |
| DF             | 6  | Buttigieg     |           |  |  |
| DV             | 7  | Demanuele     | 24'       |  |  |
| MG             | 8  | R. Farrugia   | 70'       |  |  |
| DV             | 9  | Spiteri-Gonzi |           |  |  |
| MG             | 10 | Fabri         | Amonestat |  |  |
| MG             | 11 | Degiorgio     | 78'       |  |  |
| Banqueta:      |    |               |           |  |  |
| MG             | 12 | Sciberras     |           |  |  |
| DF             | 14 | M. Farrugia   | 70'       |  |  |
| DF             | 15 | E. Farrugia   |           |  |  |
| DF             | 16 | Schembri      |           |  |  |
| Seleccionador: |    |               |           |  |  |
| Victor Scerri  |    |               |           |  |  |

El partit va tenir un mal començament per als interessos espanyols, en fallar Señor un penal al cap de dos minuts de partit, llençat al pal. En finalitzar la primera part el resultat era de 3-1, lluny dels onze gols necessaris per a la classificació d'Espanya.
Això no obstant, a la segona part la selecció espanyola va aconseguir marcar els nou gols que necessitava. Els gols marcats van ser:
- 1-0. Minut 16 marca per a Espanya Santillana.
- 1-1. Malta aconseguí empatar al minut 24 gràcies a Demanuele.
- 2-1. Santillana torna a posar per davant la selecció espanyola al minut 26.
- 3-1. Un altre cop Santillana, cinc minuts després, al 29, aconsegueix el resultat amb el qual s'arribà al descans.
- 4-1. A l'inici de la segona part, al minut 47 Rincón marca.
- 5-1. Rincón torna a marcar al 57.
- 6-1. Maceda marca el primer de 2 gols consecutius al minut 62.
- 7-1. Immediatament, al minut 63 Maceda torna a perforar la porteria de Malta.
- 8-1. Rincón aconsegueix el seu tercer gol al minut 64.
- 9-1. Santillana marca el seu quart i darrer gol al minut 76.
- 10-1. Un altre cop Rincón, igual que Santillana, marca el seu quart gol al minut 78
- 11-1. Sarabia aconsegueix l'onzè gol al 80.
- 12-1. I definitivament, al minut 83 Señor marca el gol definitiu.

Rafael Gordillo va marcar un gol vàlid anul·lat per fora de joc que hagués significat el 13-1.

## Classificació final
| Pos | Equip               | Punts | PJ | PG | PE | PP | GF | GC | DG  |
| --- | ------------------- | ----- | -- | -- | -- | -- | -- | -- | --- |
| 1   | Espanya             | 13    | 8  | 6  | 1  | 1  | 24 | 8  | +16 |
| 2   | Països Baixos       | 13    | 8  | 6  | 1  | 1  | 22 | 6  | +16 |
| 3   | República d'Irlanda | 9     | 8  | 4  | 1  | 3  | 20 | 10 | +10 |
| 4   | Islàndia            | 3     | 8  | 1  | 1  | 6  | 3  | 13 | –10 |
| 5   | Malta               | 2     | 8  | 1  | 0  | 7  | 5  | 37 | –32 |